# Arbeitsgericht Eschweiler
Das Arbeitsgericht Eschweiler war ein preußisches Arbeitsgericht mit Sitz in Eschweiler.

## Geschichte
Gemäß Arbeitsgerichtsgesetz vom 23. Dezember 1926 wurden in Deutschland Arbeitsgerichte gebildet. Diese waren nur in der ersten Instanz organisatorisch selbstständige Gerichte, die Landesarbeitsgerichte waren den Landgerichten zugeordnet. Am Landgericht Aachen entstand so 1927 das Landesarbeitsgericht Aachen als eines von drei Landesarbeitsgerichten im Bezirk des Oberlandesgerichtes Köln. In Eschweiler entstand das Arbeitsgericht Eschweiler. Sein Sprengel umfasste die Bezirke der Amtsgerichte Eschweiler und Stolberg sowie die Landgemeinden Hastenrath und Weisweiler. Es bestand je eine Kammer für Arbeiter, für Angestellte und für Handwerk.
Nach der Besetzung Deutschlands durch die Alliierten wurden 1945 zunächst alle Gerichte geschlossen. Die ordentlichen Gerichte wurden schon bald wieder eröffnet, während die Arbeitsgerichte zunächst nicht wieder eingerichtet wurden, so dass arbeitsgerichtliche Streitigkeiten von den ordentlichen Gerichten erledigt werden mussten. Gemäß Kontrollratsgesetz 21 vom 30. März 1946 sollten in Deutschland Arbeitsgerichte aufgebaut werden. Das Arbeitsgericht Eschweiler entstand dabei nicht neu.